# Katja Thater
Katja Thater (* 14. Juli 1966 in Hamburg) ist eine ehemalige deutsche professionelle Pokerspielerin. Sie gewann 2007 ein Bracelet bei der World Series of Poker.

## Pokerkarriere

### Werdegang
Ihre erste Pokerhand spielte sie 1999, als ihr Lebensgefährte und ebenfalls professioneller Pokerspieler Jan-Christoph „50outs“ von Halle sie bat, ihn in einer Partie Seven Card Stud zu vertreten. Zunächst spielte sie in erster Linie Cash Games, die bei großen Turnieren nebenbei veranstaltet werden. 2003 spielte sie im Mirage am Las Vegas Strip gegen 140 Teilnehmer ihr erstes großes Turnier in der Variante No Limit Hold’em und gewann. Nachdem sie bei Side-Events der World Poker Tour in Tunica fünfmal hintereinander kurz vor der Grenze zum Preisgeld ausgeschieden war (im Poker-Jargon: „an der Bubble“), wurde sie scherzhaft als Bubble-Girl bezeichnet.
Sie selbst tritt im Internet unter dem Nickname MissSlick auf, wegen ihrer aggressiven Spielweise wurde sie gelegentlich auch als Lady Horror bezeichnet. Beim Poker Nations Cup 2006 in Cardiff spielte sie unter der Führung von Kapitän Michael Keiner im sechsköpfigen Team Deutschland. Ab Sommer 2006 war sie Mitglied des Team PokerStars. Thater erreichte bei der World Series of Poker im Rio All-Suite Hotel and Casino am Las Vegas Strip im Jahr 2007 zwei Finaltische und gewann anschließend ein Bracelet in der Variante Razz. Am Finaltisch besiegte sie unter anderem Men „The Master“ Nguyen, Mark Vos, Paul „Eskimo“ Clark und gewann mehr als 130.000 US-Dollar. Im Dezember 2007 bekam sie die Auszeichnung „Europe’s Leading Lady“ bei den European Poker Awards in Paris überreicht. Im Mai 2010 wurde sie als bester Mixed Game Spieler der European Poker Tour gekürt und erhielt den „EPT Mixed Game Award“ für die Saison 6. Am 30. Juni 2011 beendete PokerStars im beiderseitigen Einvernehmen die Zusammenarbeit und Thater verließ das Team PokerStars.
Ihre bis dato letzte Live-Geldplatzierung erzielte Thater im Januar 2016. Insgesamt hat sie sich mit Poker bei Live-Turnieren knapp 450.000 US-Dollar erspielt. Im Dezember 2007 veröffentlichte sie zusammen mit Stephan Kalhamer, Michael Keiner, Sebastian Ruthenberg und Thomas Bihl das Buch Poker Matrix – Dimensionen des Erfolgs.
Thater führte nach ihrer Profikarriere zeitweise eine Marketingagentur und züchtete Pferde. Zuletzt spielte sie beim PCA 2024 auf den Bahamas. Sie lebt mit ihrer Familie in Wedemark.

### Turnierergebnisse
Ihre erwähnenswerten Platzierungen in Pokerturnieren:
- 4. Platz bei den Austrian Classics 2002
- 29. Platz beim Seven Card Stud der WSOP 2006
- 53. Platz beim Pot Limit Hold’em der WSOP 2006
- 5. Platz beim Main Event der European Poker Tour in Warschau 2007
- 5. Platz bei der Ladies Championship der WSOP 2007
- 1. Platz beim Razz der WSOP 2007